# Кёнеургенч
Кёнеурге́нч (устар. Куня́-Урге́нч, Куня Ургенч, Ургенч или Гургандж; туркм. Köneürgenç) — город в Туркменистане, административный центр Кёнеургенчского этрапа Дашогузского велаята, располагается в 480 км к северу от столицы Туркменистана г. Ашхабад. Является одним из древнейших городов Центральной Азии, в период с XI по XIII века был столицей Государства Хорезмшахов — крупной средневековой империи, воглавлявшейся огузо-туркменской династией Ануштегинидов. Кёнеургенч продолжал оставаться столицей всего Хорезма вплоть до XVII века. В переводе с туркменского языка название города означает «Старый Ургенч».
По мнению историков, Кёнеургенч (Гургандж) мог также быть самой первой столицей древнего Хорезма в V в. до н. э. До монгольского завоевания Среднй Азии в XIII веке, носил название Гургандж и являлся одним из крупнейших и богатейших городов Востока, а в первой половине XIV в. был одним из главных центром мусульманского богословия. Во второй половине XIV века неоднократно подвергался нападению и частичному разрушению со стороны войск Тамерлана. Кёнеургенч потерял столичный статус в Хорезме в XVII веке в связи с уменьшением обводнённости Присарыкамышской дельты Амударьи.

## Этимология
Согласно доктору наук С. Атаниязову, старое название города «Гургандж» восходит к наименованию древнего народа гурганы, проживавшего к юго-востоку от Каспийского моря, которое в древности называлось Гирканским (то есть Гурганским). Здесь протекает река Горган, берущая начало в западной части Туркмено-Хорасанских гор, пересекающая Горганскую равнину и впадающая в Каспий, а также Горганский залив и город Горган, преимущественно населенный туркменами. Происхождение этнонима горган связано с древнеиранским словом горг («волк»), в то время как -ан — это аффикс множественного числа. Окончание «ч» или «дж» есть усечённая форма древнехорезмийского слова джирд, означающего «город». Закономерный ряд фонетических вариаций выглядит следующим образом: Гурганджирд — Гургандж — Ургенч. Согласно И. В. Пьянкову, в VIII веке до нашей эры будущие основатели Хорезмского государства (племена хорасмиев) также изначально обитали в области Туркмено-Хорасанских гор, затем пересилились в область Тедженского оазиса Туркменистана, а впоследствии прибыли в низовья Амударьи.

## История

### Древний период
Первые сведения о Кёнеургенче под названием Юе-гань встречаются в китайской хронике III—I веков до н. э. «История Старших Хань». Следующее упоминание в китайских источниках появляется лишь в VII веке, где Юе-гань считается тюркским владением, где есть «волы с телегами». В этот-же период расцветают хорезмские города Присарыкамышской дельты Амударьи Куня-уаз, Замакшар, Ярбекир, Шахсенем и другие, расположенные в северном Туркменистане.
Дата основания Кёнеургенча неизвестна, но остатки старейшей крепости города «Кырк-молла» (Сорок мулл) относят к античному периоду (V—II века до н. э.), что дает основание предположить, что Кёнеургчен мог быть административным центром Хорезма в античное время. Также, город упоминается в «Авесте» под названием Урва (Урга).
В 305—995 годах Кёнеургенч (Гургандж) был в составе хорезмского государства, возглавляемого династией Афригидов. В середине VIII века город попадает под власть арабов. После арабской экспансии он получает название Гургандж.

### Кёнеургенч в эпоху Мамунидов
Кёнеургенч стал столицей северохорезмского государства Ургенчский эмират, а в Саманидском государстве он уступал по величине лишь Бухаре. В 995 году эмир Мамун ибн-Мухаммад победил Южный Хорезм, убив последнего афригида Абу-Абдаллаха Мухаммада. Объединив под своей властью весь регион, он стал править из южнохорезмской столицы, г. Кят. В Кёнеургенче была создана «Академия Мамуна», где собрался цвет науки, включая таких ученых с мировым именем, как Ибн-Сина и аль-Бируни, которые также и возглавляли её. Основы двух трудов, составивших славу Ибн Сины, «Канон врачебной науки» (Ал-Канун фит-т-тибб) и «Книга исцеления» (Китаб аш-шифа) закладывались в Кёнеургенче.
Кёнеургенч находился на одном из важных средневековых маршрутов Великого шёлкового пути. Это один из крупнейших археологических памятников Туркменистана, расположенный в обширной охраняемой зоне и содержащий большое количество хорошо сохранившихся памятников архитектуры, датируемых XI—XVI веками. Они включают мечети, ворота караван-сарая, крепости, мавзолеи и минарет.
В 1017 году Хорезм был завоёван Махмудом Газневи.

### Столица Государства Хорезмшахов
С возвышением огузо-туркменской династии Ануштегинидов, Кёнеургенч возвращает столичный статус в Хорезме и оказывается центром огромной империи на территории Средней Азии и Среднего Востока. Советский тюрколог Э. Навширванов отмечает, что «…организовавшееся до монгольского нашествия в Хорезм государство огузо-туркменов, то есть государство хорезмшахов, старалось собирать около себя огузо-туркменские племена и руководить ими.». XII век и начало XIII века были периодом расцвета Кёнеургенча, ставшего одним из крупнейших городов Центральной Азии. 

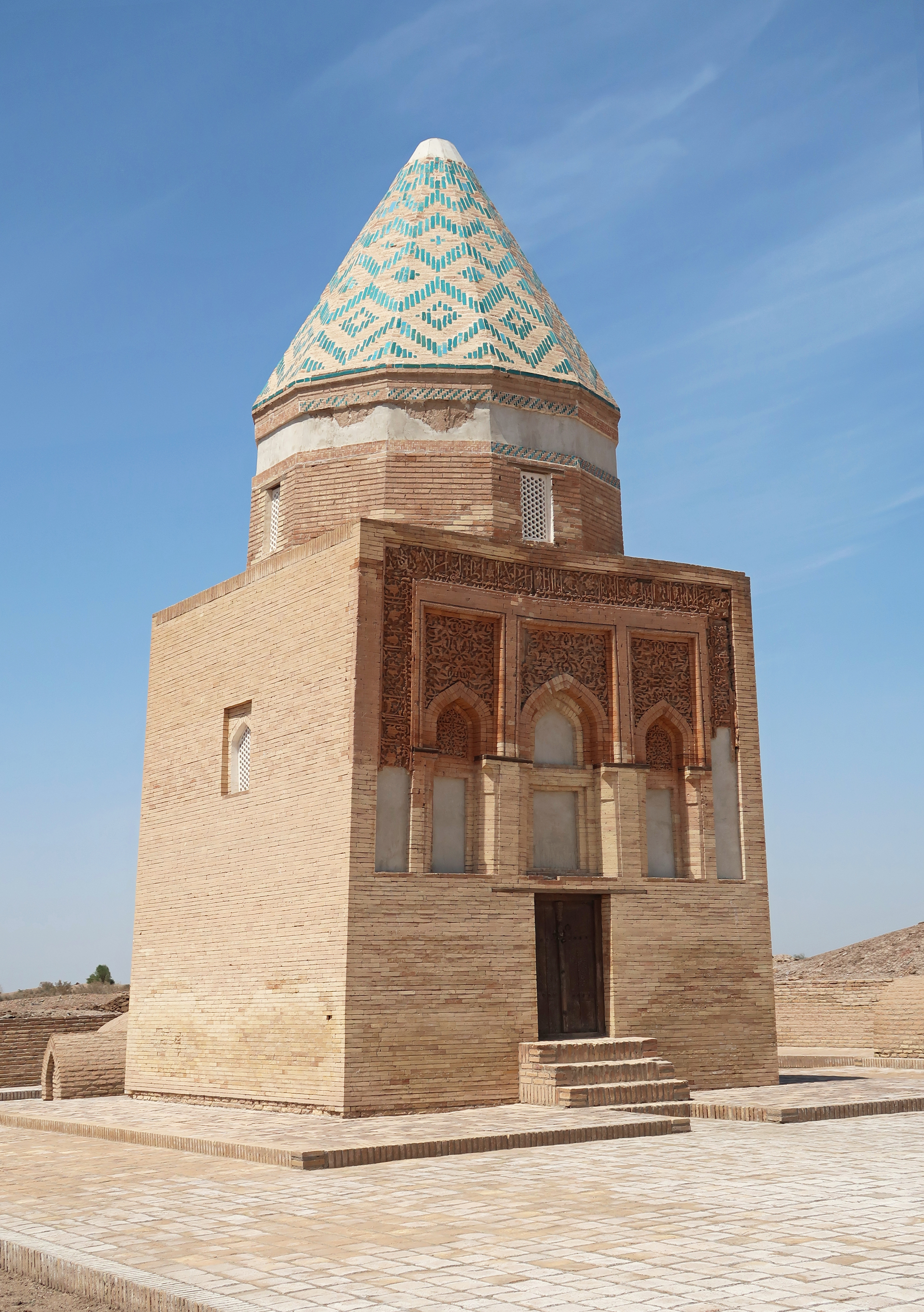
Мавзолей хорезмшаха Иль-Арслана

Якут ал-Хамави, побывавший в Гургандже в 1219 году, писал: «Я не видел города более великого, более богатого и более прекрасного по расположению, чем Гургандж… Нет разницы — идти ли по всем их волостям или идти по их рынкам. И не думаю, чтобы в мире были где-нибудь обширнее земли, шире Хорезмских и более населённые…». Аль-Казвини сообщал, что Гургандж — очень красивый город, окружённый «вниманием ангелов, которые представляют город в раю так же, как невесту в доме жениха». Жители столицы были «искусными ремесленниками», особенно кузнецы, плотники и др. Резчики славились своими изделиями из слоновой кости и эбенового дерева. В городе работали мастерские по изготовлению натурального шёлка.
Суфийский святой Наджм ад-дин Кубра (1145—1221) основал в Кёнеургенче ханагах и братство Кубравия. Из многочисленных учеников ал-Кубра вышли знаменитые теоретики мистицизма и авторы классических трудов по суфизму. Среди них: поэт-мистик Наджм ад-дин Дайа Рази (умер в 1256 г.), Са’д ад-дин Хаммуйа (умер в 1252 г.), Сайф ад-дин Бахарзи (умер в 1261 г.) и другие. В 1221 году Наджм ад-дин Кубра остался защищать город от монголов со своими учениками с оружием в руках. Его могила находится рядом с ханака в Кёнеургенче.
В городе была огромная библиотека, созданная придворным чиновником, учёным Шахаб ад-дином Хиваки.

### Захват города Чингис-ханом
В 1221 году Кёнеургенч, носивший название «сердце ислама» был разрушен монголами. В начале 1221 года 50-тысячная армия Джучи, Чагатая и Угэдэя подступила к столице Хорезма. После семимесячной осады монголы взяли его, разгромили, а жителей увели в плен. Историк Государства Хулагуидов Рашид-ад-дин писал о жестокости монгольских завоевателей в отношении жителей города и разрушении его кварталов, об этом также писал и историк XIII в. Джувейни: «Жители города, укрепились в улицах и кварталах; на каждой улице они начинали бои, и около каждого прохода устраивали заграждения. Войско [монгольское] сосудами с нефтью сжигало их дома и кварталы и стрелами и ядрами сшивало людей друг с другом». Когда город был захвачен, уцелевших жителей выгнали в поле. Отделили и увели в рабство ремесленников (по Джувейни, более 100 тысяч), а также молодых женщин и детей, а прочих жителей разделили между воинами, причём, по Джувейни, на долю каждого воина пришлось по 24 человека, и всех перебили «топорами, кирками, саблями, булавами». После этого монголы открыли плотины, воды Аму-Дарьи хлынули и затопили весь город, так что и спрятавшиеся в разных укрытиях люди погибли, и «из жителей ни один не уцелел».
После похода Чингисхана, Гургандж был включён в состав улуса Джучи, тюрки и монголы стали именовать его как Ургенч.

### В составе Золотой Орды
Кёнеургенч особенно усиливается в XIV в., когда на Среднем Востоке начинается процесс распада монгольских ханств на самостоятельные области. Выгодное положение Кёнеургенча на главном стратегическом и торговом пути, шедшем в азиатские страны из Восточной Европы, в частности из ставки у ханов Золотой Орды, лежавшей на Волге, определяет его значительный экономический подъём. Фактически, в 20-х годах XIV века он получает почти независимое положение, а в правление наместника хана Золотой Орды Кутлуг-Тимура, и особенно местной династии Суфи, достигает невиданного блеска. На этом почти полувековом отрезке времени, в Кёнургенче процветают торговля и ремесло и осуществляется бурное архитектурное строительство, стершее все следы жестокого погрома времен Чингиз-хана.
В первой половине XIV века Кёнеургенч подчинялся хану Золотой Орды Узбек-хану..
Медресе в городе построено Тимуром Кутлуком, а мечеть Джами — его супругой (дочерью Узбек-хана) Тюрабек-ханым.

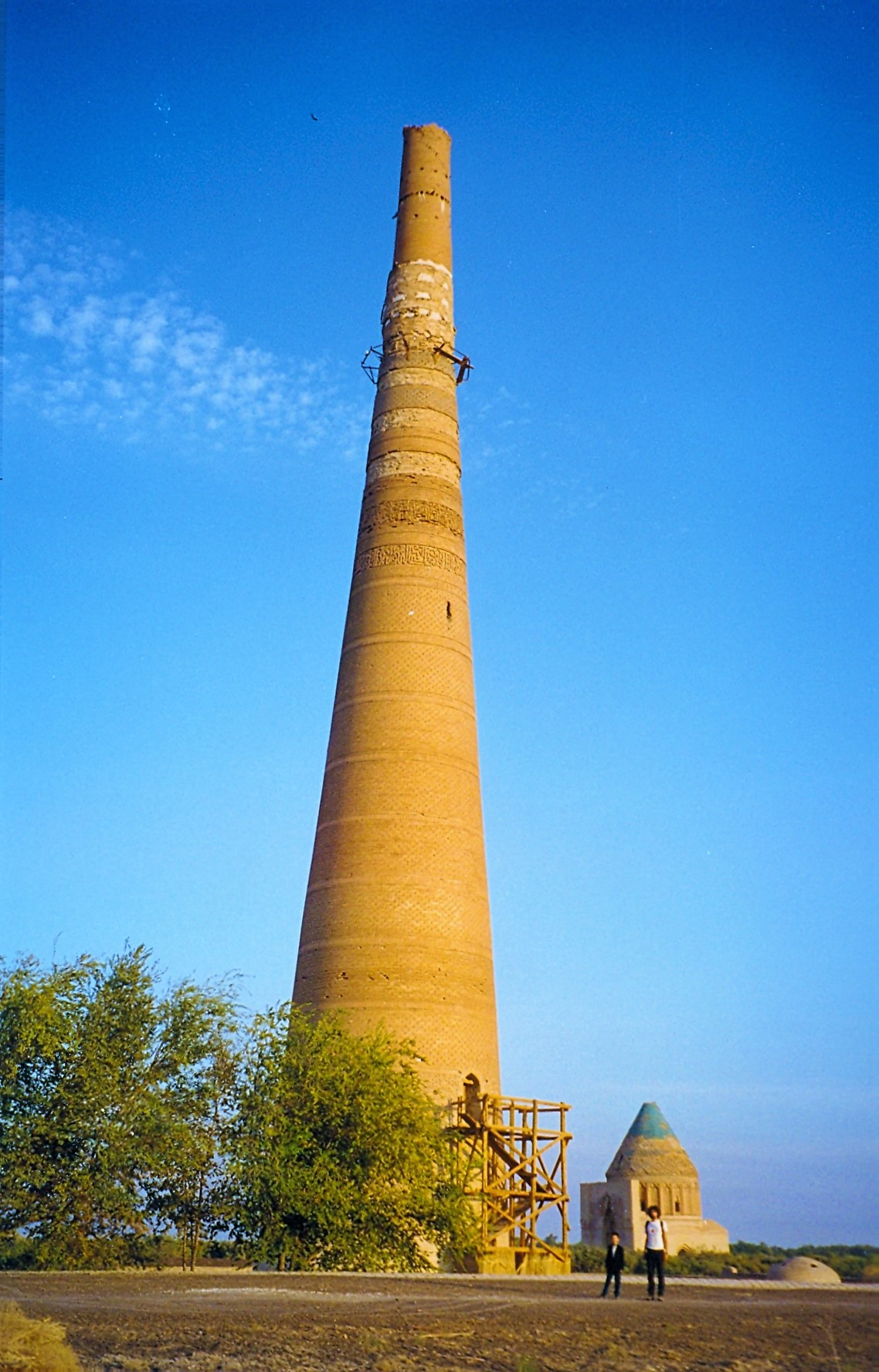
Минарет Кутлуг-Тимура.

По словам Ибн-Батуты, «Ургенч— самый большой из тюркских городов, самый значительный и красивый, у него красивые базары и широкие улицы, многочисленные постройки. Среди прекрасных зданий выделяется медресе, которое возвел правитель Хорезма Кутлук-Тимур, и соборная мечеть, которую построила его жена Тюрабекханым. В городе есть больница, где работает сирийский врач, здание, выстроенное над могилой шейха Наджм-ад дин-Кубра, Ханака, которую построила Тюрабек-ханым, где для Ибн-Батуты было устроено угощение и др.». «Он (точно) колеблется от множеств своих жителей и волнуется от них, как волна морская. Однажды я поехал… верхом и заехал на рынок. Забравшись в середину его, которая называется Шур, я там очутился среди такого скопления народа, что дальше не мог проехать».
Наиболее известными памятниками Хорезма эпохи Золотой Орды являются минарет Кутлуг-Тимура и мавзолей Тюрабек-ханым, расположенные в Кёнеургенче.

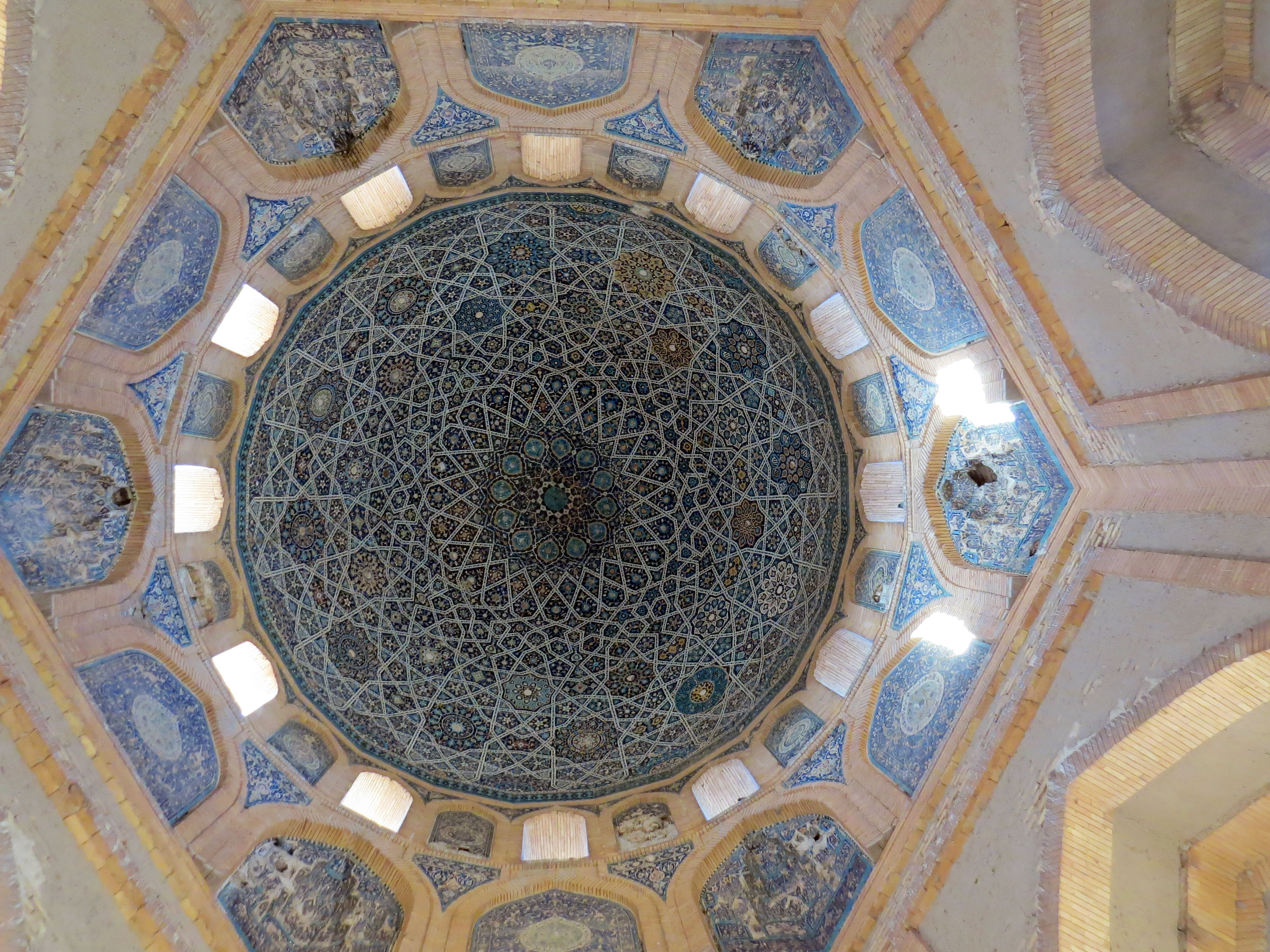
Мозаичное панно XIV века на куполе мавзолея Тюрабек-ханым в Куня-Ургенче, Туркменистан

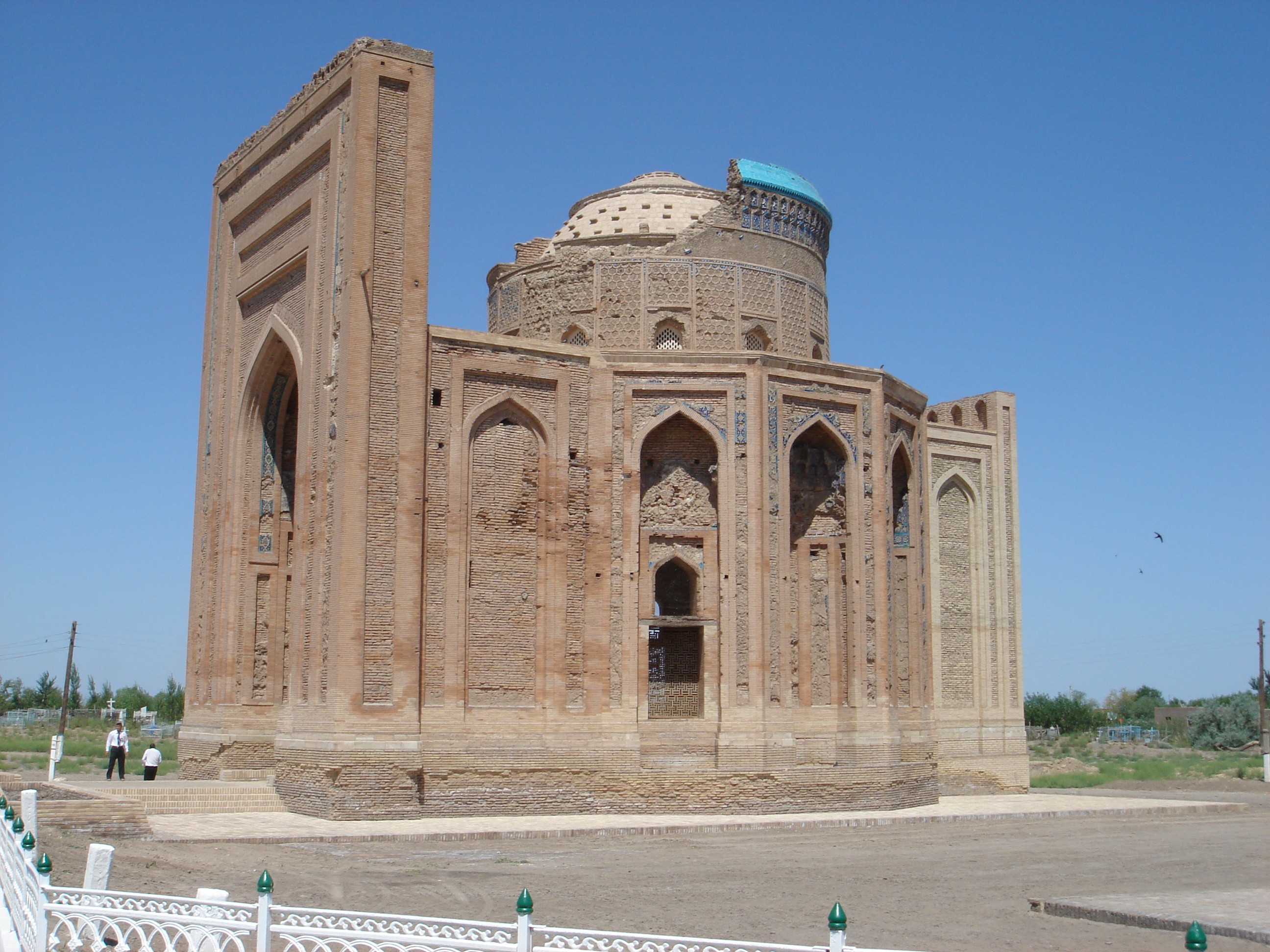
Мавзолей Тюрабек-ханум, Кёнеургенч, Туркменистан

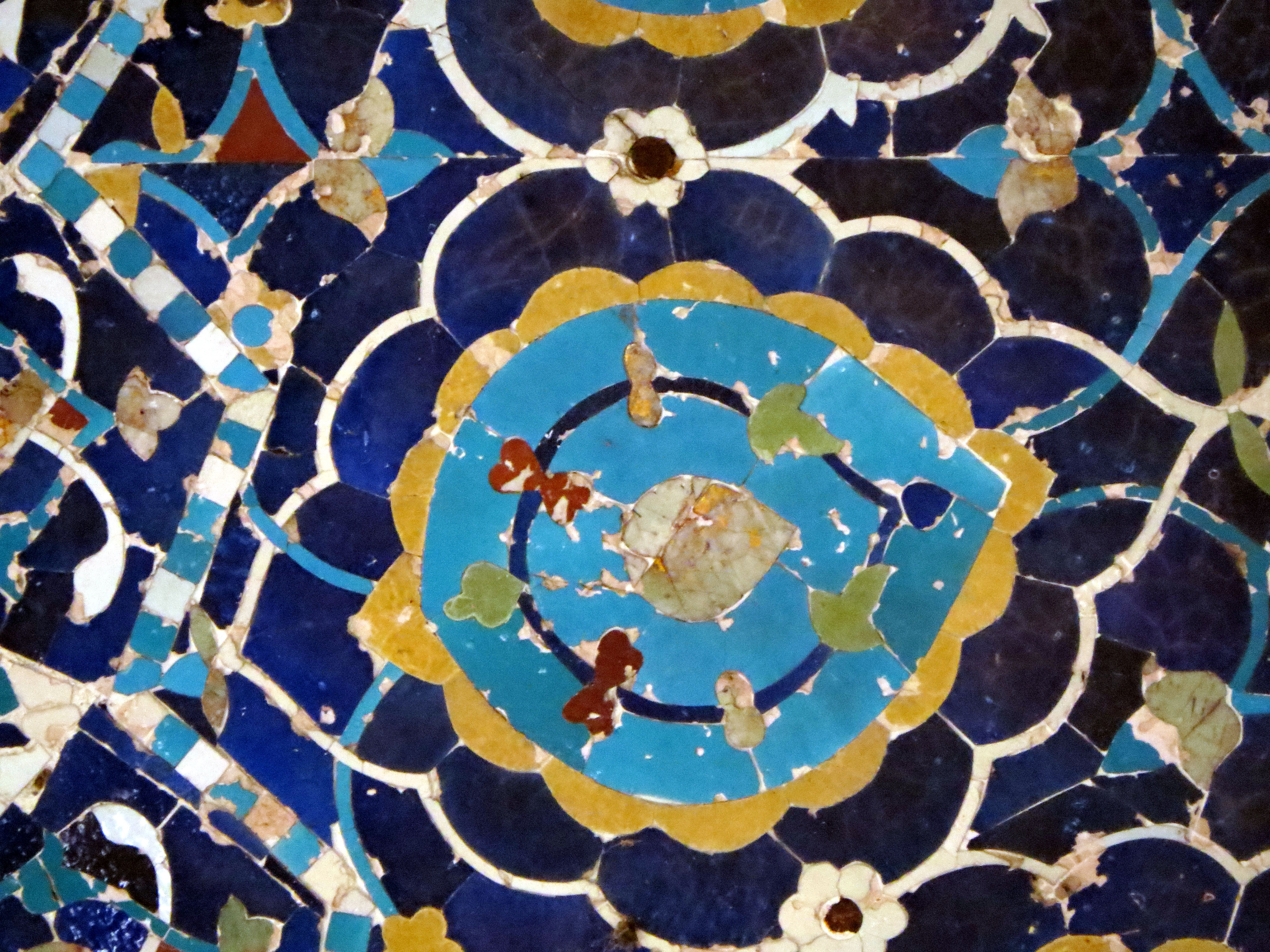
Мозаичное панно XIV века на куполе мавзолея Тюрабек-ханым в Куня-Ургенче, Туркменистан — фрагмент
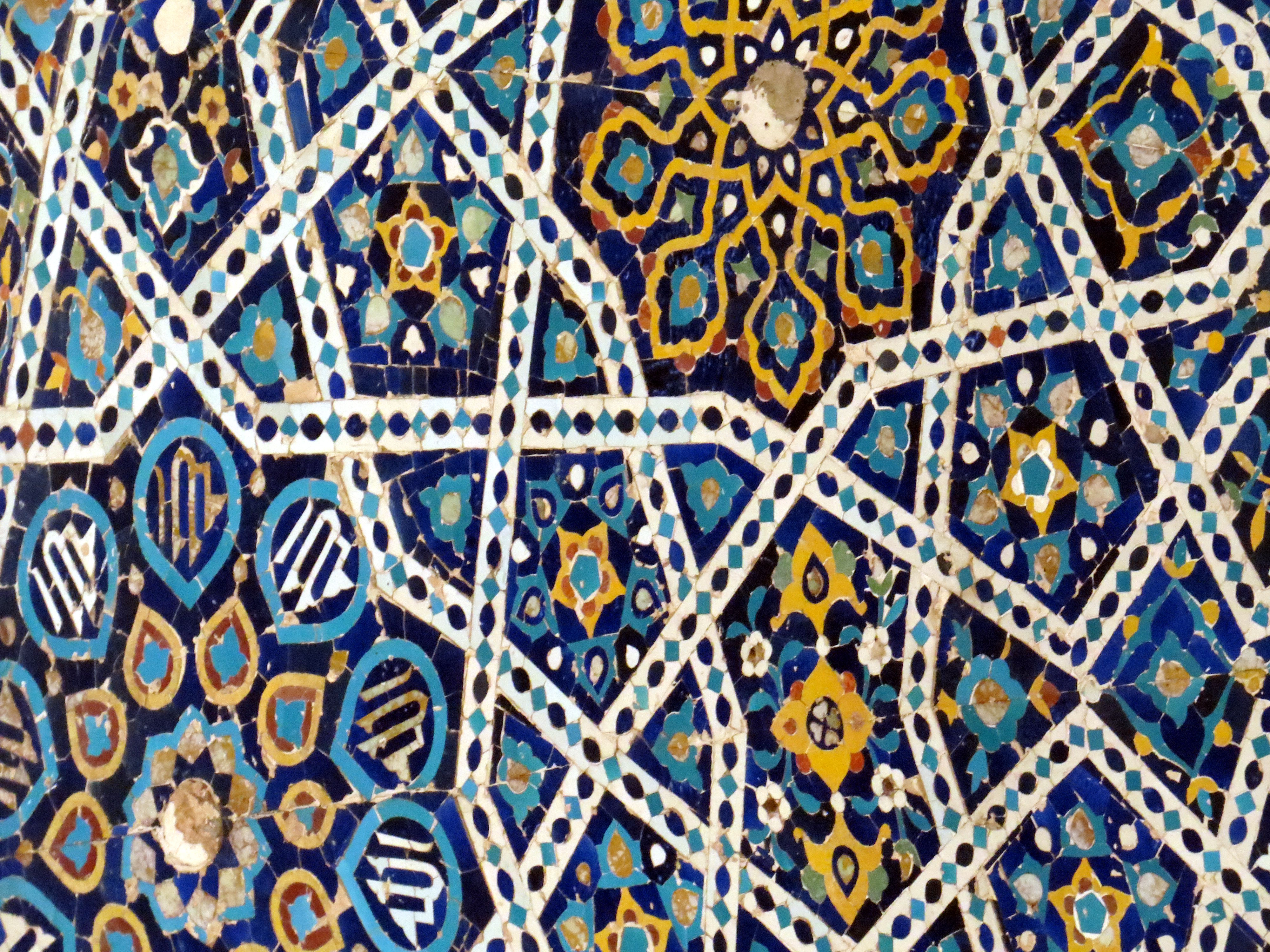
Мозаичное панно XIV века на куполе мавзолея Тюрабек-ханым в Куня-Ургенче, Туркменистан — фрагмент
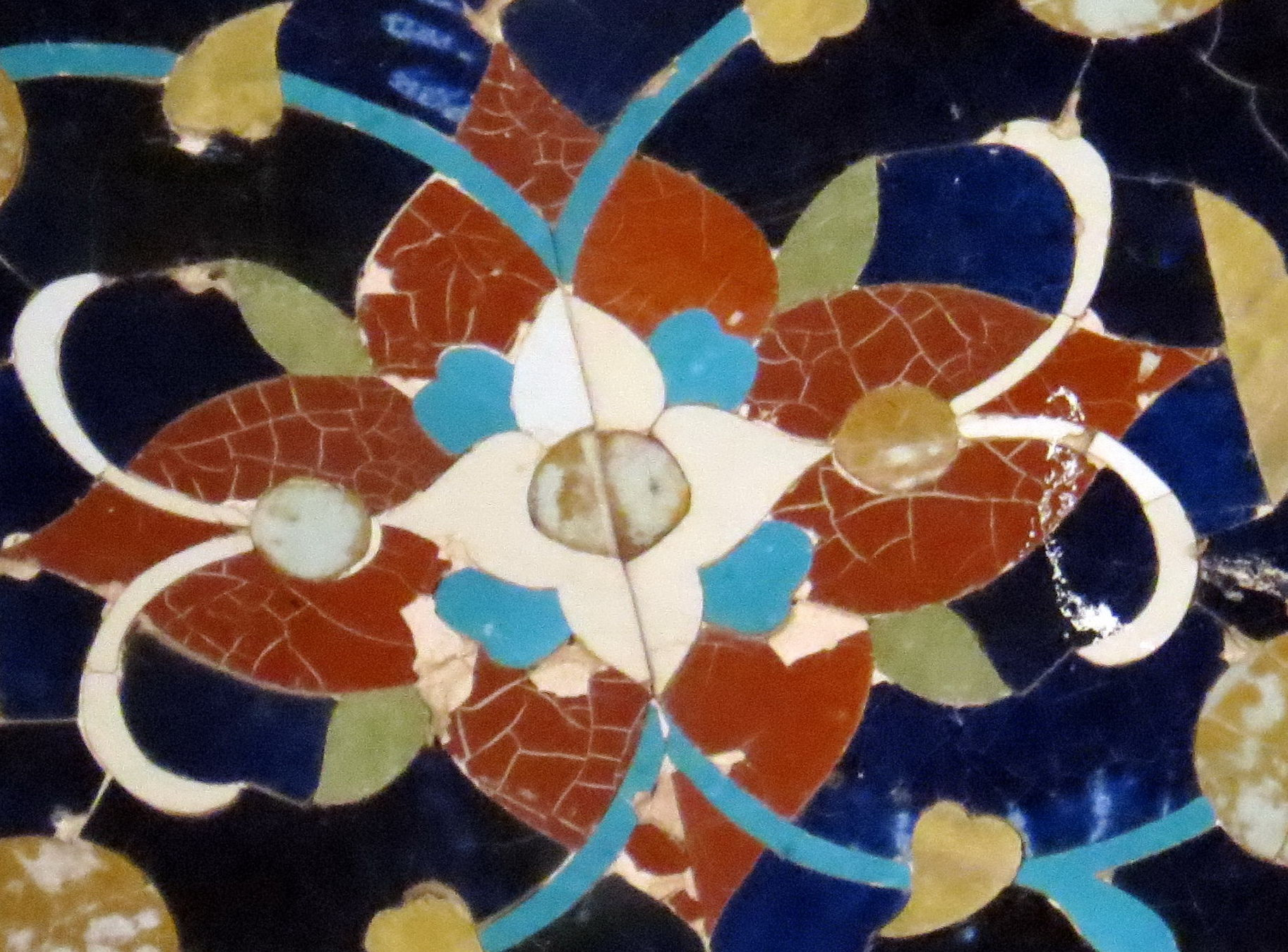
Мозаичное панно XIV века на куполе мавзолея Тюрабек-ханым в Куня-Ургенче, Туркменистан — фрагмент

### Столица Хорезма в XIV—XVII веках
Династия кунгратов Суфи
В 1359 году Кёнеургенч стал независимым в системе золотоордынского ханства и управлялся династией кунгратов-суфи.
В 1359—1388 годах город был столицей Хорезма при правлении династии из рода кунграт — Суфи. Кунграты Хорезма выпускали монеты с арабскими надписями: Выпущено в Хорезме. Власть Богу. Мухаммад и именами четырёх праведных халифов.

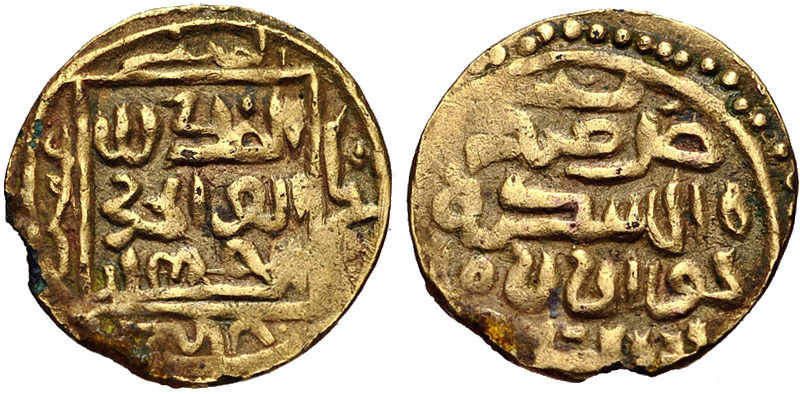
Монета кунгратского правителя Хусейна, отчеканенная на Хорезмском монетном дворе, датированная 1365—1366 г.

Хорезмийский правитель Хусейн Суфи, сын Нагдая, был из рода кунгратов. Хусейн Суфи взял под свой контроль Кёнеургенч и остальную часть северного Хорезма; монеты в провинции чеканились для него начиная с 1364 года. Он также воспользовался проблемами, мучившими Трансоксиану в то время, захватив Кят и Хиву, которые были выделены Чагатайским ханам.
Это вторжение на то, что считалось территорией Чагатая, в конечном итоге привело к конфликту с Тамерланом. К моменту захвата Кята и Хивы в Трансоксиане не было правителя, который мог бы ответить, но к 1370 году Тамерлан объединил регион под своей властью. Тамерлан, который поддерживал марионеточного Чагатайского хана, чувствовал себя достаточно сильным, чтобы потребовать возвращения Кята и Хивы от Хусейна Суфи в начале 1370-х годов.
Хусейн Суфи выпускал анонимные динары. Титулы и имена золотоордынских ханов были заменены мусульманскими изречениями — символом веры, применявшимся на серебряных монетах Хорезма ещё в 80-е годы XIII века: «Власть принадлежит Богу, единому, всемогущему», «Нет Бога кроме Аллаха, Мухаммад посланник Аллаха». В сегментах были имена 4 праведных халифов. Была также надпись Чеканена эта монета в Хорезме
Походы Тамерлана и тимуриды

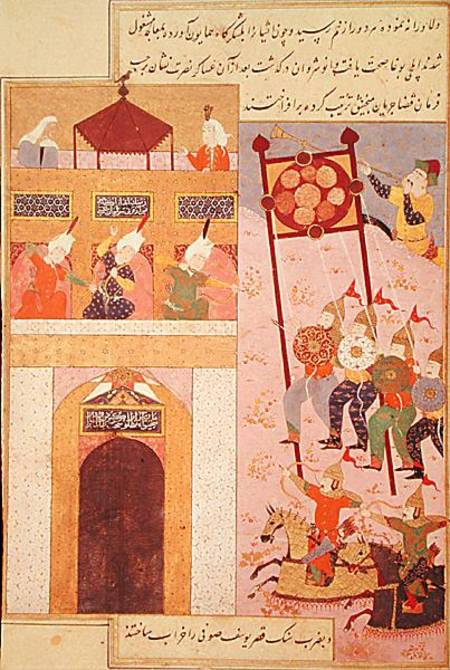
Армия Тамерлана, осаждавшая город Ургенч в XIV веке.

В период 1372—1379 годов Тамерлан совершил четыре завоевательных похода на Кёнеургенч, в ходе которых город подвергался грабежу и частичному разрушению, а в столицу империи Тамерлана — г. Самарканд, были переселены кёнеургенчские ученые, художники и ремесленники. Войска Тамерлана произвели окончательное завоевание и почти полное разрушение города в ходе его пятого похода на Кёнеургенч в 1388 году. После этого начинается постепенный упадок города, который усугубился нашествием дештикипчакских узбеков и поворотом русла Амударьи. Однако Кёнеургенч не был полностью разрушен, до наших дней сохранились шедевры его архитектуры, построенные до Тамерлана, к примеру, мавзолей Иль-Арслана (XII век), мавзолей хорезмшаха Текеша (1200 год) и другие сооружения.
В начале XVI века Хорезм входил в состав владений тимурида Хусейна Байкара и в 1505 году, после одиннадцатимесячной осады Кёнеургенча, был завоёван эмиром Бухары Шейбани-ханом. В 1510 году, после гибели Шейбани-хана, Хорезм перешёл во власть Сефевидов, но господство кызылбашей продолжалось недолго.
Население Хорезма в XVI в.

В XVI в. на всей территории от Каспийского моря до г. Кёнеургчен проживали исключительно туркмены, в целом, они составляли вторую по численностью группу населения всего Хорезма после хорезмийцев — древнего населения Хорезма, тюркизированного туркменами в Средние века:
«Население городов и земледельческих селений составляли прямые потомки древних жителей Хорезма, впитавшие в себя многочисленные пришлые, главным образом, тюркские элементы, и подвергавшиеся уже к этому времени полному отуречению по своему языку… Вторую значительную этническую группу составляли туркменские племена»..
Династия Арабшахидов
В 1512 году в битве за Кёнеургенч одерживают победу войска чингизида Абуль-Мансур Ильбарса (Ильбарс-хана), приглашенного в Хорезм жителями северохорезмского г. Вазир из Ханства Абулхайыра. К Ильбарс-хану, овладевшему Кёнеургенчем на поддержку приходят его дяди Абулек-хан и Аминек-хан. Через некоторое время ликвидируются кызылбаши в Хиве и Хазараспе, и все владения Хорезма освобождаются от них. В конечном итоге к 1512 году во главе государства встали чингизиды, ставшие родоначальниками новой династии, родственной Шейбанидам в Мавераннахре и более известной в европейской исторической литературе, как Арабшахиды, правившие в Хорезме более 200 лет. Столица Хорезма на короткий период времени переносится в г. Вазир, однако в скором времени возвращается в г. Кёнеургенч. Первоначально основную социальную опору новой правящей династии составили, по преимуществу, те племена, которые выступили в своё время против Абулхайр-хана и не пошли в Мавераннахр вместе с Шейбани-ханом. Хорезм стал самостоятельным государством.
В годы царствования Аванеш-хана была предпринята попытка завоевания Хорезма бухарским Шейбанидом Убайдулла-ханом (1533—1539). .
Позже правил Дост-хан или Дуст Мухаммад-хан, который был сыном Буджуга-хана и потомком шибанида Йадгар-хана. Он пришёл к власти после смерти Агатай-хана в 1557 году. Резиденцией хана был город Кёнеургенч. В сравнительно продолжительное правление Хаджи Мухаммад-хана были предприняты попытки объединения страны и усиления позиции центральной власти, однако добиться очевидных успехов в данном направлении не удалось.
Араб Мухаммад-хан пришёл к власти после смерти своего отца Хаджи Мухаммад-хана в 1602 году. Правил он до 1621 года. Во время своего правления он достиг успехов в борьбе с казаками, которые стали совершать грабительские походы на Хорезм. В самом начале правления Ургенч был захвачен яицкими казаками Нечая Старенского, но уйти из города они не смогли из-за того что не было коней. Араб-Мухаммед собрал войско и осадил их в городе, и начал переговоры с казаками. В итоге он поклялся, что отпустит казаков живыми и даст им лошадей. Как только они вышли из города отдал приказ их перебить.
Утрата столичного статуса
Постепенное восстановление разрушенной монгольским нашествием и погромами Тамерлана ирригационной сети южного и среднего Хорезма в течение XVI века способствовало сокращению количества воды, питающей канал Дарьялык. Резкий недостаток воды стали испытывать все районы северо-западного Хорезма, снабжавшиеся Дарьялыком, в том числе и Кёнеургенч, и в XVII в. город приходит в глубокий упадок. Одновременно, политический центр Хорезма переносится в Хиву, а хорезмский хан Абульгази переселяет остатки населения Кёнеургенча в южный Хорезм, где строится новый город — Янги Ургенч.
После этого на долгие годы Кёнеургенч попал в забвение, пока в 1831 году при строительстве оросительного канала Хан-Яб сюда снова не пришли люди. Поэтому многие великие памятники Кёнеургенча дошли до наших дней в сильно разрушенном состоянии.

### Кёнуергенч в XX веке
В 1924 году, вся территория Присарыкамышской дельты Амударьи, в том числе Кёнеургенч, стали частью Туркменской ССР, а в 1925 году — частью Ташаузской области Туркменской ССР. В 1992 году посёлок Куня-Ургенч был переименован в посёлок Кёнеургенч и входил в состав Кёнеургенчского этрапа (района) Дашховузского велаята Туркменистана. В 1999 году в статусе города Кёнеургенч вошёл в состав Дашогузского велаята, став административным центром Кёнеургенчского этрапа Дашогузского велаята Туркменистана.
20 июня 1998 года в окрестностях Кёнеургенча упал метеорит весом приблизительно в 1 тонну.

### Кёнеургенч в XXI веке
В 2021 году в городе открылся филиал Акционерно-коммерческого банка «Халкбанк».
В 2022 году в Кёнеургенче открылась школа предпринимательства от Союза промышленников и предпринимателей Туркменистана с обучением по тридцати направлением, включая обучение английскому, китайскому и русскому языкам, основам бухгалтерии, истории, архивного дела и другим дисциплинам.
В ноября 2022 г., город Кёнеургенч получил статус города в этрапе и передан в состав Кёнеургенчского этрапа.
В апреле 2025 г. Президентом Туркменистана принято решение о строительстве современного торгового комплекса в г. Кёнеургенч.

## Архитектурные памятники

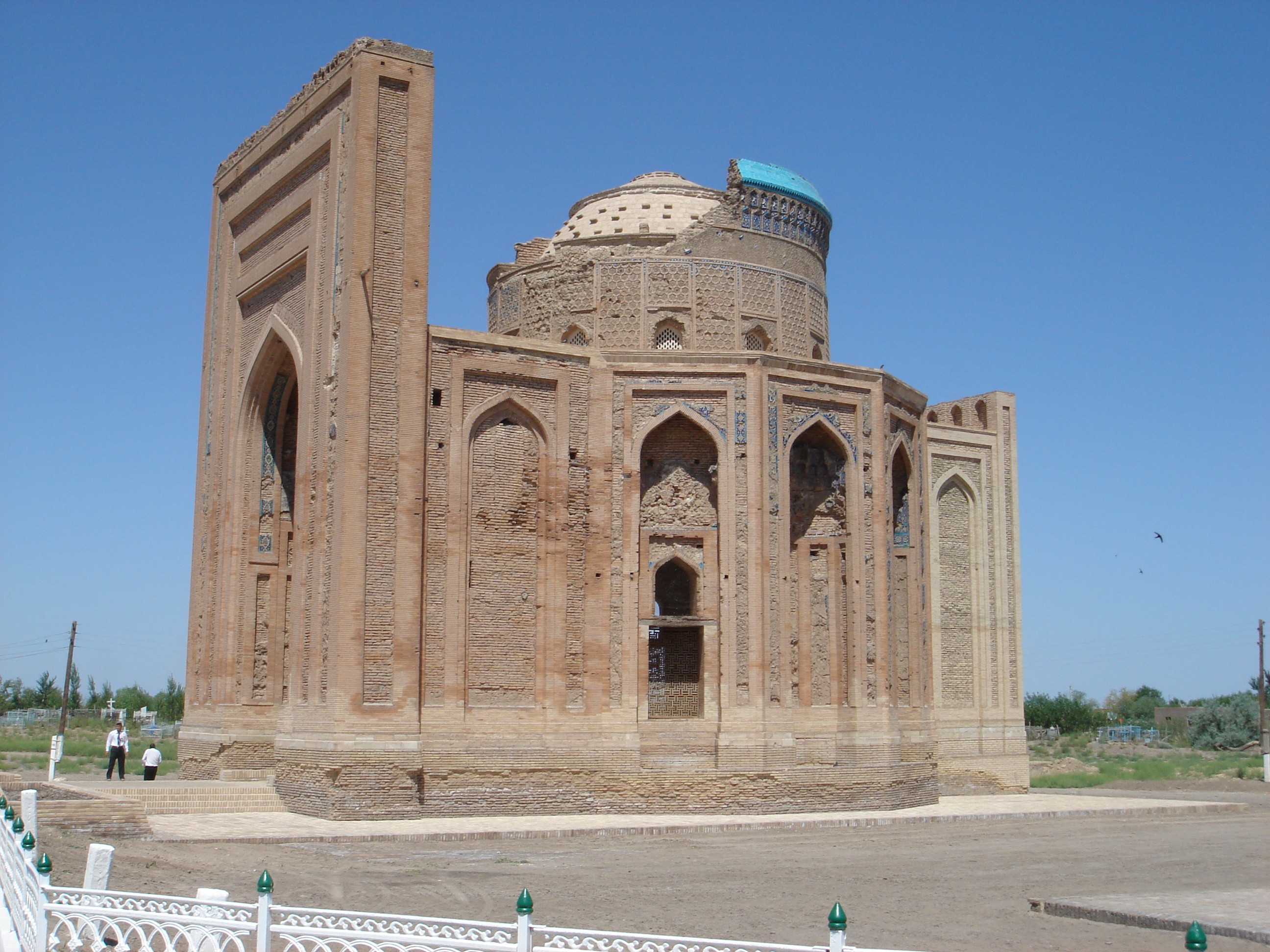
Мавзолей Тюрабек-ханум (вид с юга).

В течение длительного периода времени в Кёнеургенче существовала и процветала преуспевающая школа хорезмийских мастеров-строителей. Знания и умения мастеров данной школы в течение веков распространялись по всему мусульманскому миру, их творения можно увидеть на строениях и оформлении многих зданий периода правления Тамерлана в разных регионах Центральной Азии и Среднего Востока. Искусность и умения средневековых мастеров и архитекторов Хорезма можно заметить при исследовании конструкции, форм и узоров строений, которые совершенствовались с течением времени. Традиционная строительная техника дожила и до наших дней, например печи для обжига, впервые применённые в Кёнеургенче, до сих пор используются во всём регионе для производства кирпичей при реконструкции исторических зданий.
Первые археологические раскопки в старом городе были проведены Александром Якубовским в 1929 году. К этому времени большинство памятников Кёнеургенча были полностью или частично разрушены.
В настоящее время, к южной окраине Кёнеургенча примыкает территория основанного в 1985 г. Туркменского национального историко-культурного музея-заповедника, площадь которого составляет 640 гектаров. На этой территории находится целых ряд великолепных архитектурных памятников прошлого, а также большое количество нераскопанных холмообразных образований, под которыми расположены фундаменты разрушенных дворцов, мавзолеев, мечетей и караван-сараев. В средние века, город был обнесен крепостной стеной, остатки которой в виде вала сохранились на восточной окраине.
Древнейшим сооружением музея-заповедника является крепость «Кыркмолла», на месте которой в XI веке находилась Академия хорезмшаха Мамуна, где работали энциклопедист Абу Рейхан аль-Бируни (973—1048) и естествоиспытатель, врач и философ Абу Али ибн-Сина, известный на Западе как Авиценна (980—1037). Именно в этой «Академии» были заложены основы двух трудов, составивших славу Ибн Сины, «Канона врачебной науки» (Ал-Канун фит-т-тибб) и «Книги исцеления» (Китаб аш-шифа); «Канон врачебной науки» был начат в Хорезме в 1000 году, а закончен около 1020 года. По туркменской народной легенде, во время нашествия Чингисхана в здании «Академии» спряталось сорок мулл, и в результате их молитв оно перевернулось вверх дном.
В древнем городе находится ряд памятников, относящихся в основном к периоду XI—XVI веков, включая мечеть, ворота караван-сарая, крепости, мавзолеи и минарет. Они свидетельствуют о выдающихся достижениях в средневековой туркменской архитектуре и ремеслах, влияние которых проявилось в Иране и Афганистане, а позднее, в XVI веке — и в архитектуре империи Великих Моголов в Индии.
В настоящее время на территории города расположены три небольших мавзолея XII века и более совершенный мавзолей Тёребег-ханым XIV века, который был почти полностью восстановлен в 1990-е годы. Наиболее известным мавзолеем Кёнеургенча, прежде всего среди исламских паломников, является мавзолей Наджмеддина ал-Кубра (наджм ад-дин (араб.) — «Звезда религии (веры)») — суфийского подвижника XIII века, который считается основоположником суфизма в Хорезме.

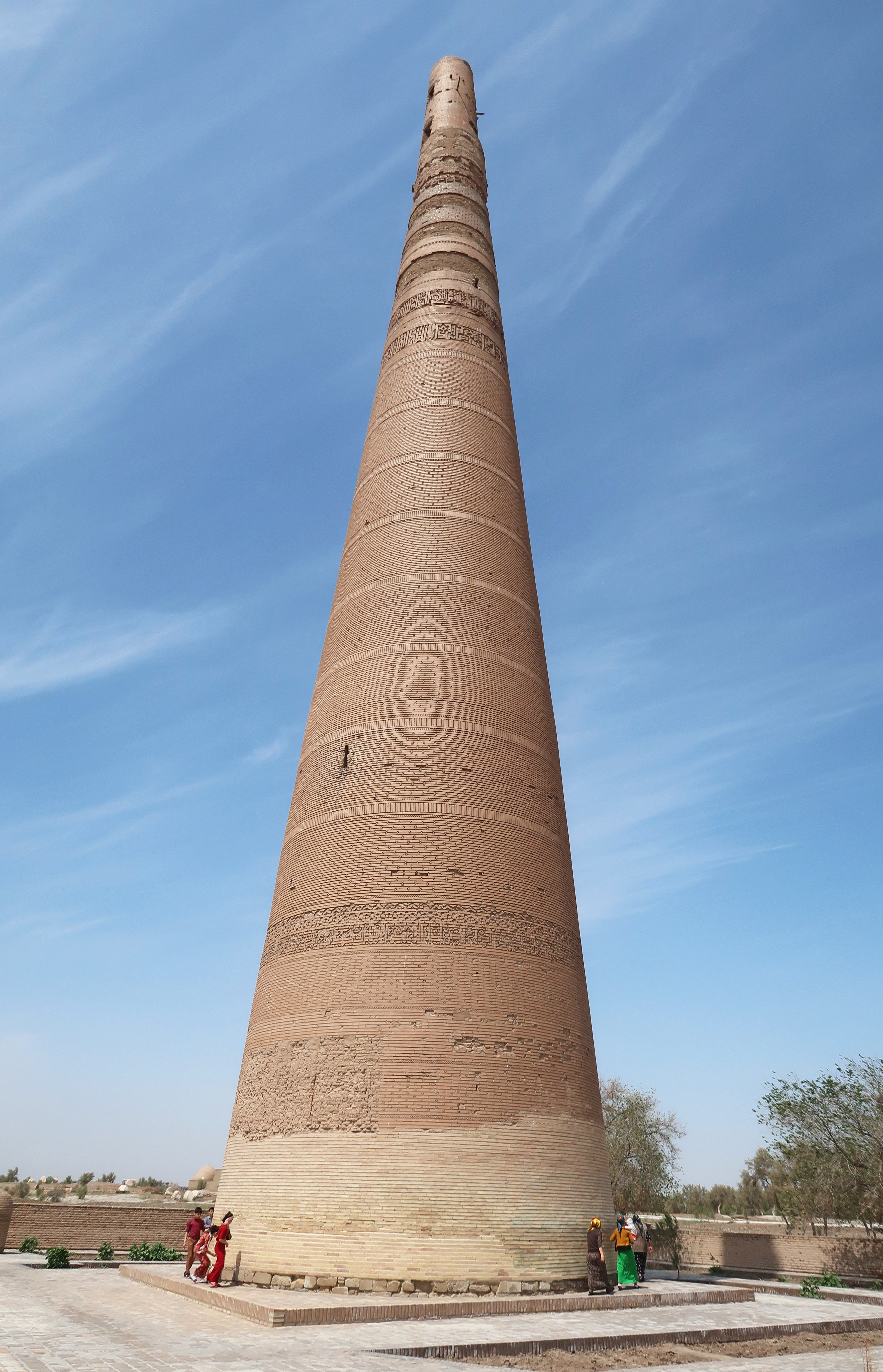
Минарет Кутлуг-Тимура — самый высокий средневековый минарет Средней Азии, Кёнеургенч, Туркменистан

Главная достопримечательность Кёнеургенча — 60-метровый минарет Кутлуг-Тимура, построенный золотоордынским наместником Кутлуг Тимуром в первой половине XIV века. В настоящее время это самый высокий кирпичный минарет в Средней Азии. Следует также отметить самый старый из уцелевших памятников — мавзолей Иль-Арслана (1157—1172), который увенчан двенадцатигранным коническим куполом, облицованным глазурованным кирпичом.
К северу от города находится обширный средневековый некрополь «360 святых» (туркм. Üç ýüz altmyş pir). По одной народной легенде, в нём находятся тела 360 исламских святых, в основном учеников пророка Мухаммеда, которых он послал во все концы света для проповедования ислама и велел вернуться обратно в Ургенч. По другой легенде, эти тела принадлежат исламским святым, принявшим мученическую смерть во время разрушения города войсками Чингисхана.
К другим памятникам Кёнеургенча относятся:
- Крепость Кырк-молла (туркм. Kyrk molla galasy) (II в до н. э. — III в н. э.)
- Крепость Ак-Кала (туркм. Ak Gala) (I—XIII вв.)
- Мавзолей Тюрабек-ханым (туркм. Törebeg-hanym kümmeti)
- Минарет Мамуна (туркм. Mamyn minarasy) (X—XI вв. н. э.)
- Медресе ибн-Хаджыба (туркм. Ibn-Hajyp medresesi) (XIV—XVI вв.)
- Мавзолей Иль-Арслана (туркм. Il Arslan kümmeti) (XII в.)
- Мавзолей Азизан Аль-Раматани (туркм. Azizan al-Ramatani kümmeti) (XIII—XIV вв.)
- Мавзолей Сейд Ахмеда (туркм. Seýit Ahmet kümmeti) (XII—XIV вв.)
- Мавзолей Пирярвели (туркм. Pirýarweli kümmeti) (XIV—XVII вв.)
- Мавзолей Гулигердан (туркм. Güligerden kümmeti) (XII в.)
- Мавзолей Хорезмбаг (туркм. Horezmbag kümmeti) (XIII—XVIII вв.)
- Мавзолей Дашгала (туркм. Daşgala kümmeti) (XIV—XVI вв.)
- Мавзолей Маткарим-Ишан (туркм. Mätkerim işan kümmeti) (XIX—XX вв.)
- Мавзолей Султан Али (туркм. Soltan Aly kümmeti) (1580 г.)
- Мавзолей Хорезмшаха Текеша (туркм. Horezmşa Tekeş kümmeti) (XIII в.) с минаретом XIV века
- Мавзолей Ташмечеть (туркм. Daşmetjit kümmeti) (1903—1908 гг.)

В 2005 году архитектурные памятники Кёнеургенча были включены в список Всемирного наследия ЮНЕСКО.
В июне 2022 года в Туркменистане была презентована книга об исторических памятниках города «Архитектурное наследие Куня-Ургенча», подготовленная Национальным управлением Туркменистана по охране, изучению и реставрации памятников истории и культуры.

## Легенды
Сохранилась туркменская народная легенда о происхождении названия города Ургенч (Гургандж). Согласно этой легенде, в древности в городе поселились два дива (пери), которые были супругами и по ночам, превращаясь в драконов, поедали его жителей, пока город не опустел. Однажды, здесь появился юноша по имени Генджим, прибывший из окраины Хорезма. Не застав жителей города, он встретил лишь одного из дивов, принявшего образ красивой девушки по имени Хур, на которой он женился. Со временем, Генджим узнал правду о происхождении своей жены и, по совету местной старой женщины, нашёл способ уничтожить Хур. А название города Гургандж, по легенде, образовано от имён Хур и Генджим.

## Галерея

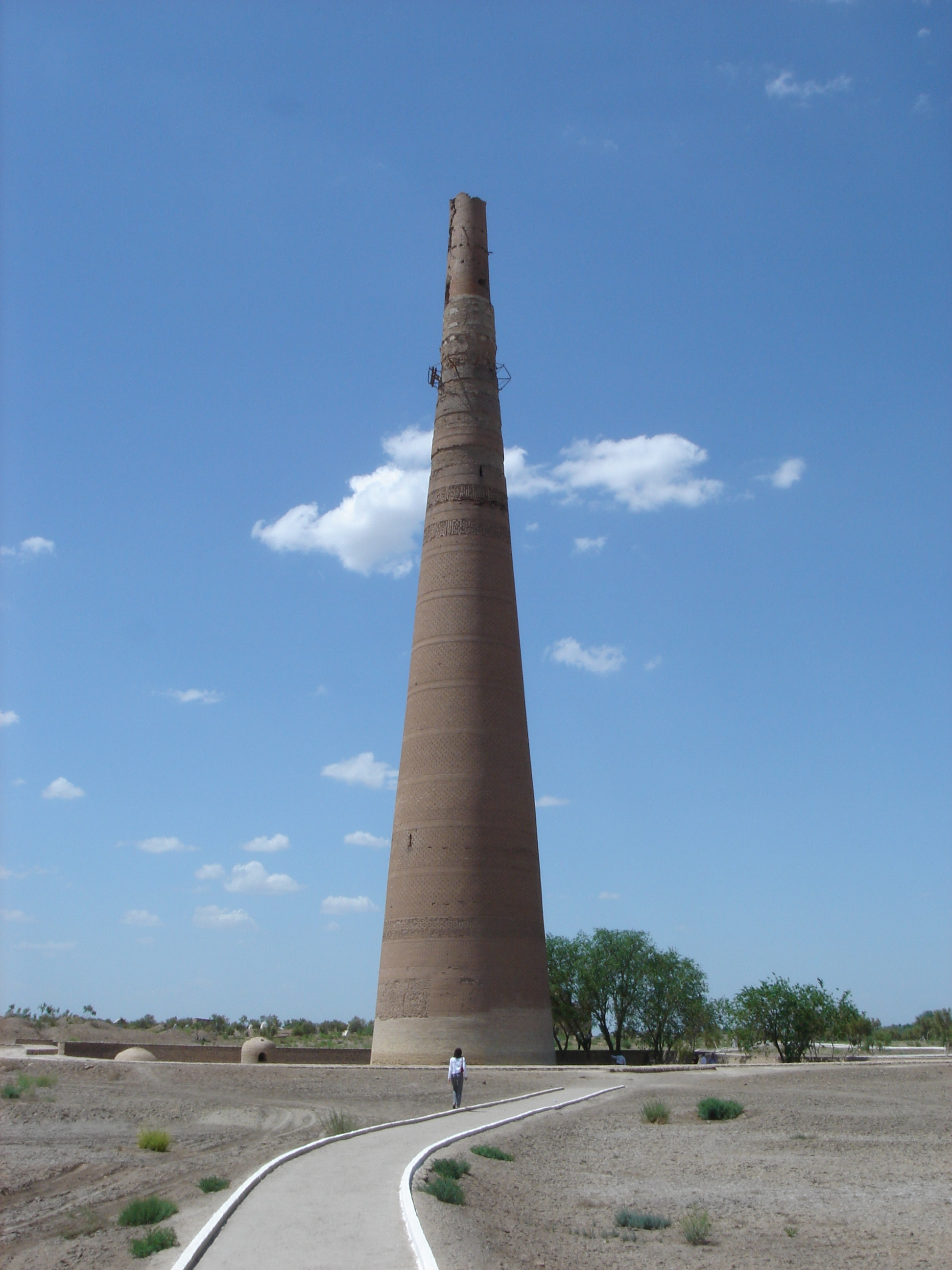
Минарет Кутлуг Тимура
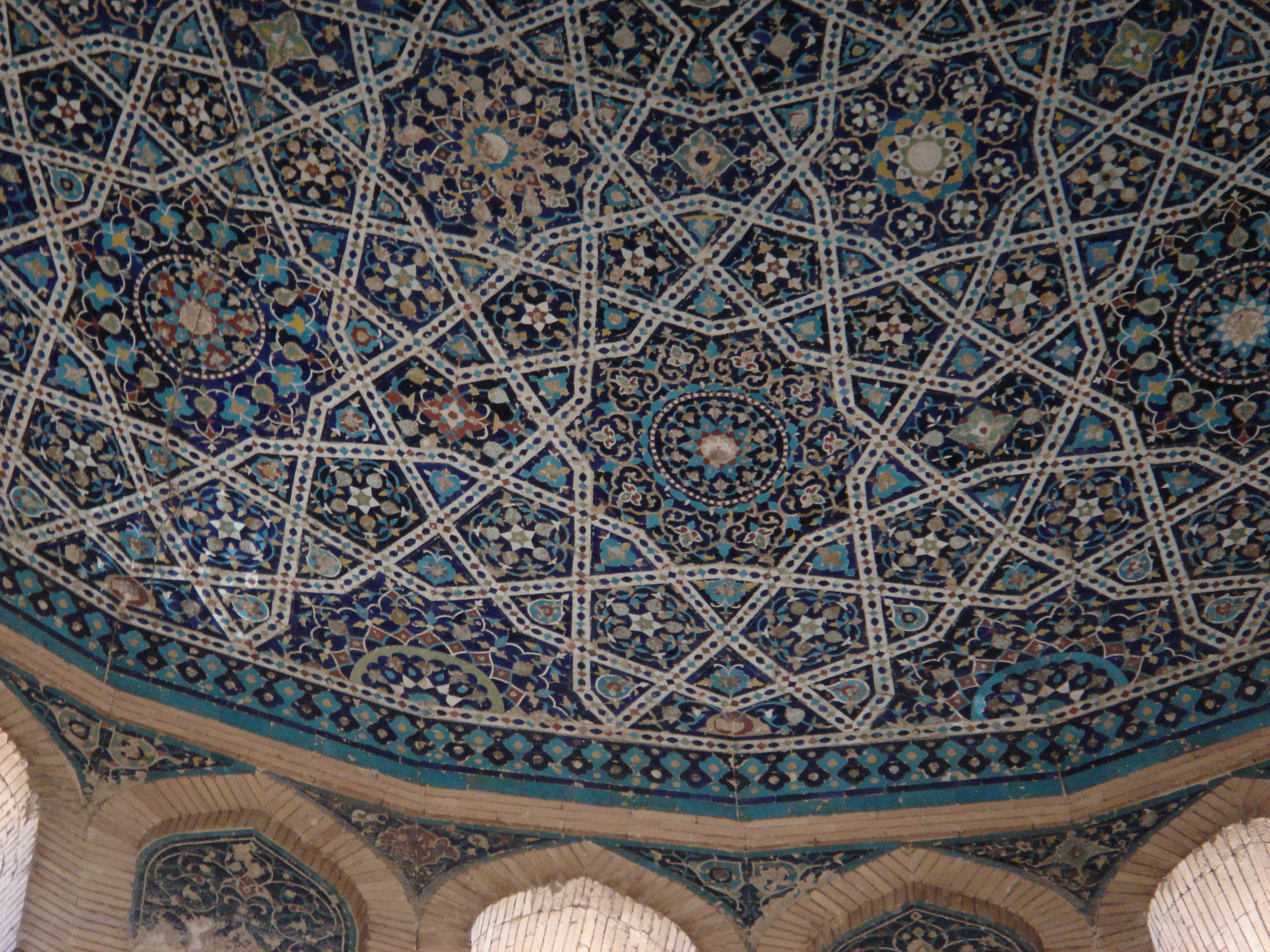
Мозаичное украшение на куполе мавзолея Торебег-ханым
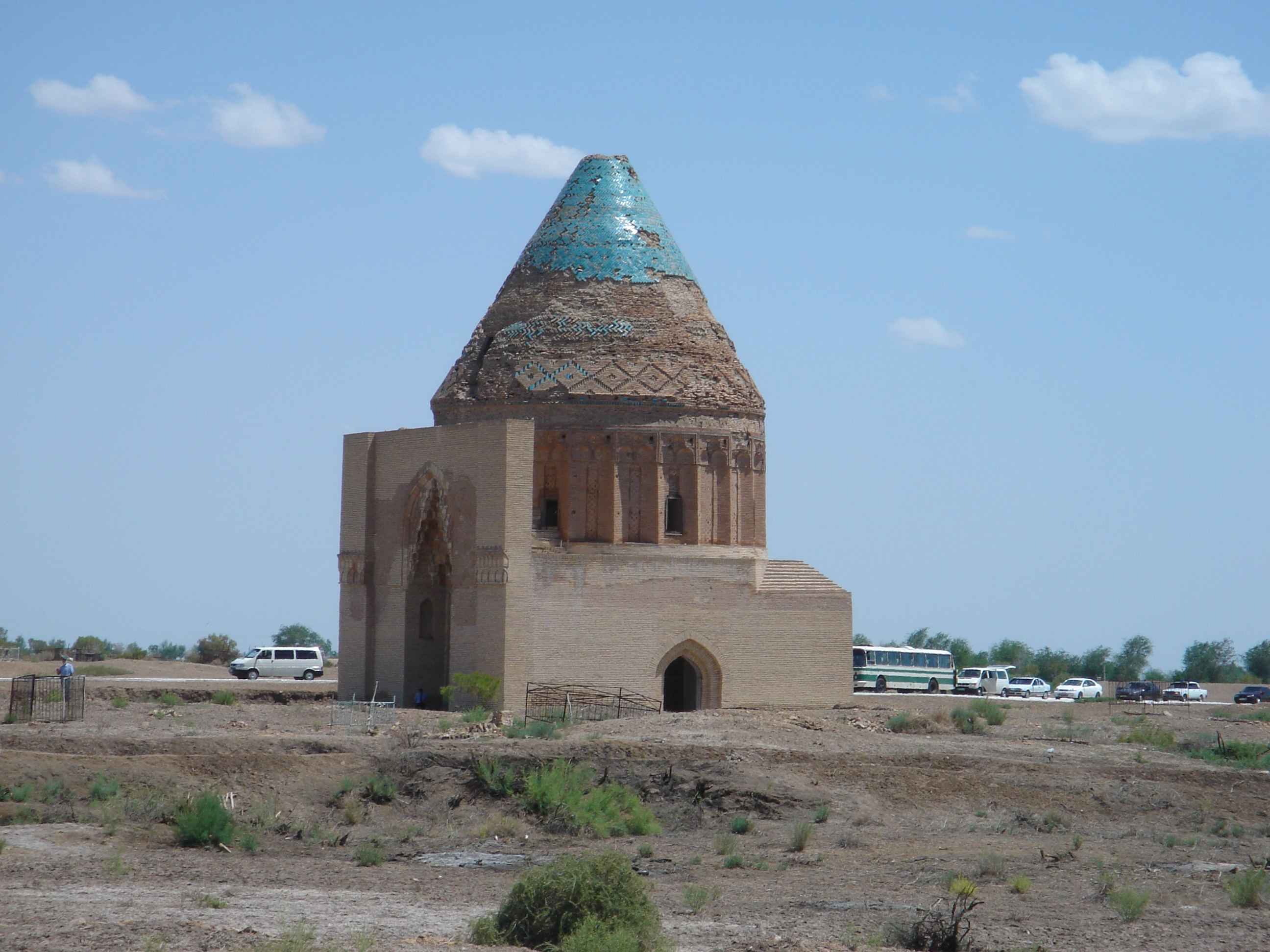
Мавзолей Текеша, Кёнеургенч, Туркменистан
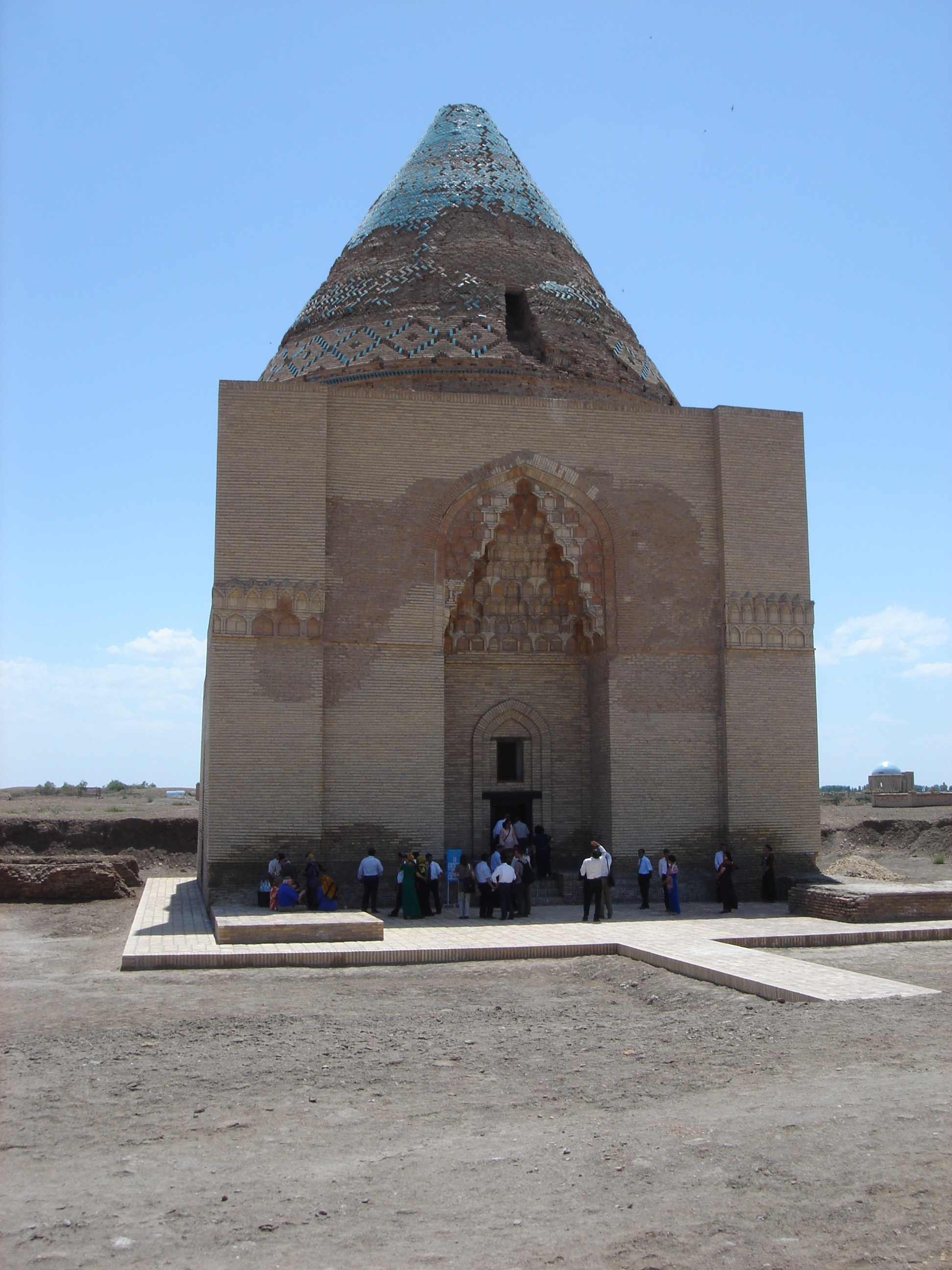
Вид на мавзолей Текеша
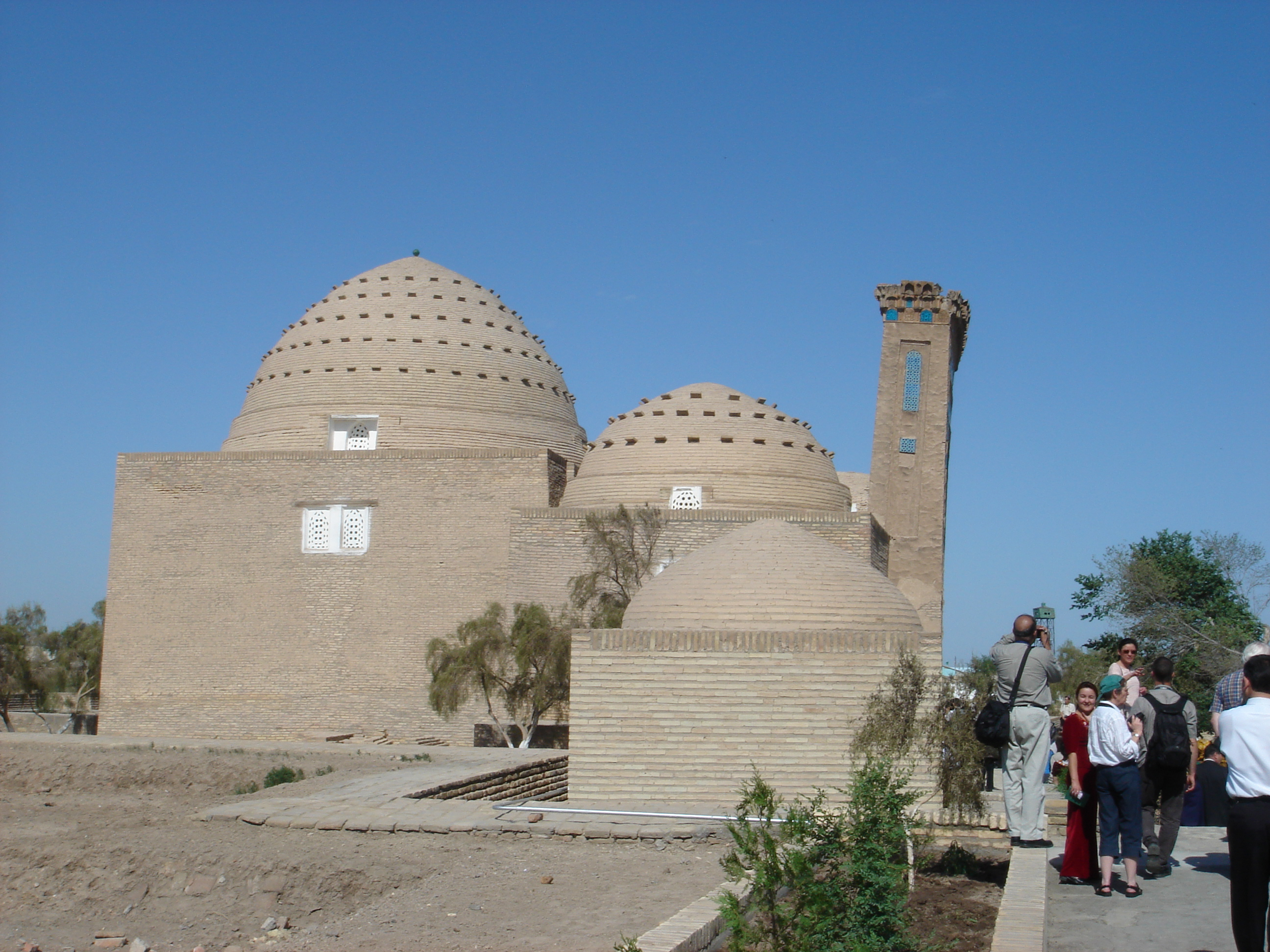
Мавзолей Наджм ад-Дин аль-Кубра
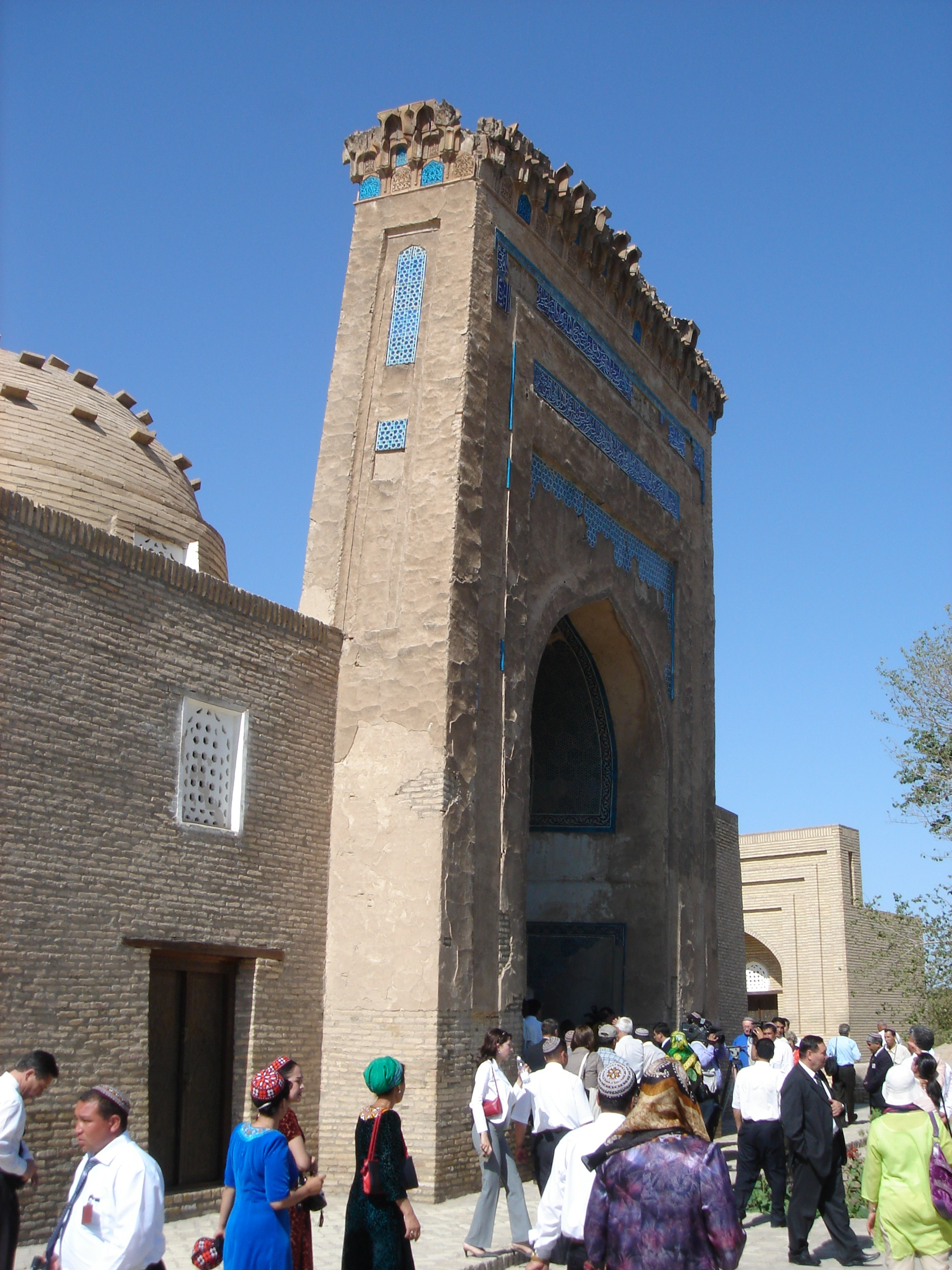
Портал перед мавзолеем Наджм ад-Дин аль-Кубра
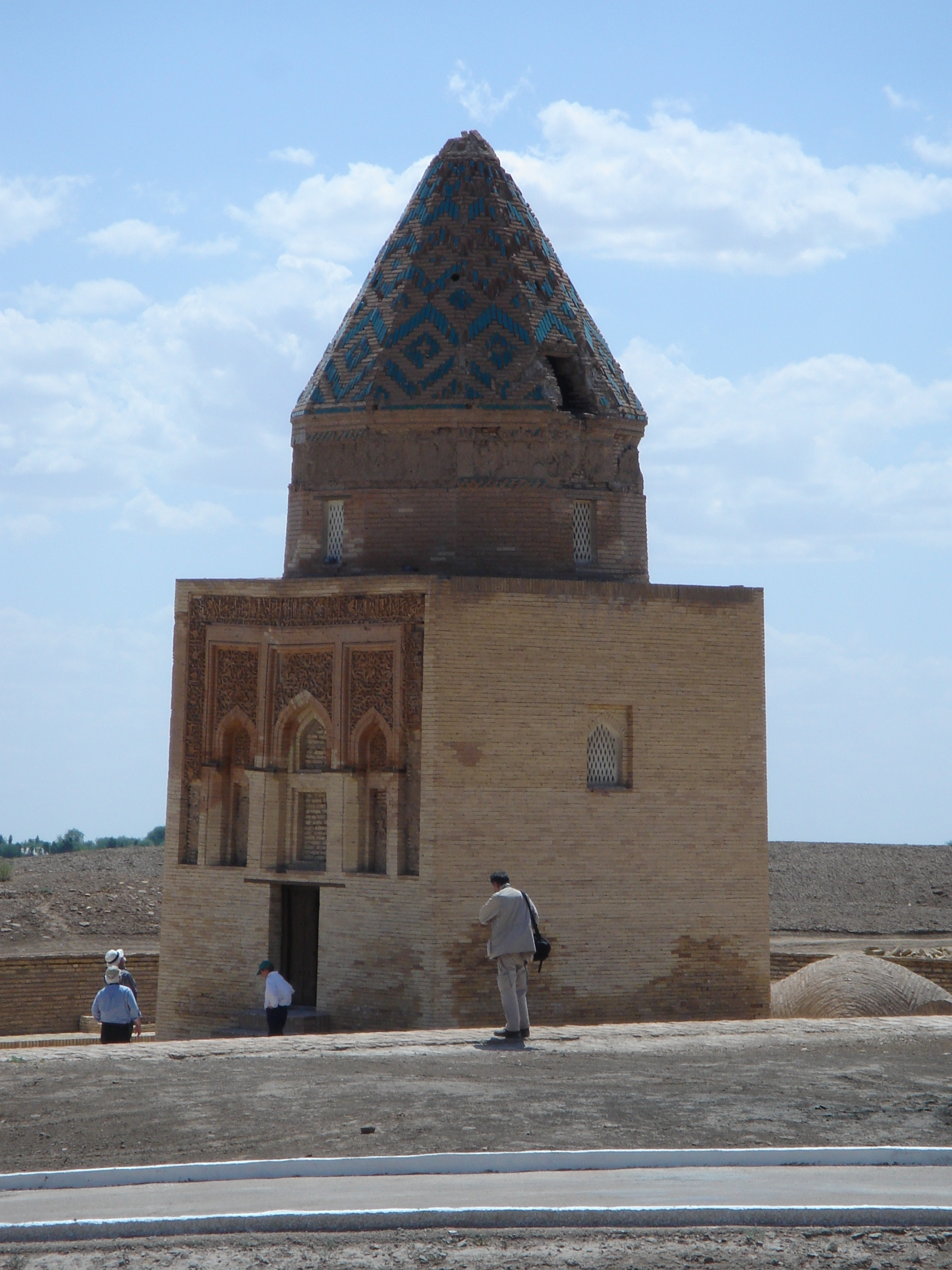
Вид на мавзолей Иль Арслана, Кёнеургенч, Туркменистан

### Комментарии
1. ↑  На современных российских картах.
2. ↑  Принято в советской историографии.